# Cubitus ne mord jamais
Cubitus ne mord jamais est le 36e tome de la série de bande dessinée Cubitus, créée par Dupa. Paru le 23 janvier 1999, cet album contient 48 pages, illustrant chacune un gag différent.